# ظریفا وحید
ظریفا وحید (به انگلیسی: Zerifa Wahid) بازیگر هندی است.
از فیلم‌هایی که وی در آن نقش داشته‌است می‌توان به امواج سکوت اشاره کرد.